# Brachyiulus roseni
Brachyiulus roseni är en mångfotingart som beskrevs av Karl Wilhelm Verhoeff 1921. Brachyiulus roseni ingår i släktet Brachyiulus och familjen kejsardubbelfotingar. Inga underarter finns listade i Catalogue of Life.